# Campeonato Mundial de Atletismo Sub-20 de 2016
O Campeonato Mundial de Atletismo Sub-20 de 2016 foi a 16ª edição do campeonato organizado pela Federação Internacional de Atletismo (IAAF) em  Bydgoszcz, na Polônia, entre 19 e 24 de julho de 2016, para atletas classificados como juniores com até 19 anos de idade, nascidos a partir de Janeiro de 1997. Essa foi a primeira edição do campeonato com nova denominação. Um total de 44 provas foram disputados no campeonato, no qual participaram 1.359 atletas de 140 nacionalidades. 

## Medalhistas
Vários recordes mundiais sub-20 e recordes do campeonato foram quebrados durante o evento. A competição não contou com a federação da Rússia suspensa pela (IAAF) por motivo de doping. 

### Masculino
| Evento                                 | Ouro                                                                                      | Ouro         | Prata                                                                        | Prata        | Bronze                                                                                | Bronze       |
| 100 m detalhes                         | Noah Lyles · Estados Unidos                                                               | 10.17        | Filippo Tortu · Itália                                                       | 10.24        | Mario Burke · Barbados                                                                | 10.26        |
| 200 m detalhes                         | Michael Norman · Estados Unidos                                                           | 20.17        | Tlotliso Leotlela · África do Sul                                            | 20.59        | Nigel Ellis · Jamaica                                                                 | 20.63        |
| 400 m detalhes                         | Abdelalelah Haroun · Catar                                                                | 44.81        | Wilbert London · Estados Unidos                                              | 45.27        | Karabo Sibanda · Botswana                                                             | 45.45        |
| 800 m detalhes                         | Kipyegon Bett · Quênia                                                                    | 1:44.95      | Willy Kiplimo Tarbei · Quênia                                                | 1:45.50      | Mostafa Smaili · Marrocos                                                             | 1:46.02      |
| 1500 m detalhes                        | Kumari Taki · Quênia                                                                      | 3:48.63      | Taresa Tolosa · Etiópia                                                      | 3:48.77      | Anthony Kiptoo · Quênia                                                               | 3:49.00      |
| 5000 m detalhes                        | Selemon Barega · Etiópia                                                                  | 13:21.21     | Djamal Direh · Djibuti                                                       | 13:21.50 NJR | Wesley Ledama · Quênia                                                                | 13:23.34     |
| 10000 m detalhes                       | Rodgers Kwemoi · Quênia                                                                   | 27:25.23     | Aron Kifle · Eritreia                                                        | 27:26.20 NJR | Jacob Kiplimo · Uganda                                                                | 27:26.68     |
| 110 m com barreiras detalhes           | Marcus Krah · Estados Unidos                                                              | 13.25        | Amere Lattin · Estados Unidos                                                | 13.30        | Takumu Furuya · Japão                                                                 | 13.31 AJS    |
| 400 m com barreiras detalhes           | Jaheel Hyde · Jamaica                                                                     | 49.03        | Taylor McLaughlin · Estados Unidos                                           | 49.45        | Kyron McMaster · Ilhas Virgens Britânicas                                             | 49.56 NJR    |
| 3000 m com obstáculo detalhes          | Amos Kirui · Quênia                                                                       | 8:20.43 WJL  | Yemane Haileselassie · Eritreia                                              | 8:22.67      | Getnet Wale · Etiópia                                                                 | 8:22.83      |
| Revezamento 4x100 m detalhes           | Estados Unidos · Michael Norman · Hakim Montgomery · Brandon Taylor · Noah Lyles          | 38.93 WJL    | Japão · Ippei Takeda · Jun Yamashita · Wataru Inuzuka · Kenta Oshima         | 39.01 AJS    | Alemanha · Roger Gurski · Thomas Barthel · Niels Torben Giese · Manuel Eitel          | 39.13 EJR    |
| Revezamento 4x400 m detalhes           | Estados Unidos · Champion Allison · Ari Cogdell · Kahmari Montgomery · Wilbert London III | 3:02:39 WJL  | Botswana · Omphemetse Poo · Baboloki Thebe · Karabo Sibanda · Xholani Talane | 3:02:81 AJS  | Jamaica · Anthony Carpenter · Sean Bailey · Terry Ricardo Thomas · Christopher Taylor | 3:04:83      |
| Marcha atlética 10 km detalhes         | Callum Wilkinson · Grã-Bretanha                                                           | 40:41.62 WJL | Jhonatan Amores · Equador                                                    | 40:43.33     | Salih Korkmaz · Turquia                                                               | 40:45.53 NJR |
| Salto com vara detalhes                | Deakin Volz · Estados Unidos                                                              | 5.65         | Kurtis Marschall · Austrália                                                 | 5.55         | Armand Duplantis · Suécia                                                             | 5.45         |
| Salto em distância detalhes            | Maykel Massó · Cuba                                                                       | 8.00         | Miltiadis Tentoglou · Grécia                                                 | 7.91         | Darcy Roper · Austrália                                                               | 7.88         |
| Salto triplo detalhes                  | Lázaro Martínez · Cuba                                                                    | 17.06 WJL    | Cristian Nápoles · Cuba                                                      | 16.62        | Melvin Raffin França                                                                  | 16.37        |
| Salto em altura detalhes               | Luis Enrique Zayas · Cuba                                                                 | 2.27 WJL     | Darius Carbin · Estados Unidos                                               | 2.25         | Mohamat Allamine Hamdi · Catar                                                        | 2.23         |
| Arremesso de peso (6 kg) detalhes      | Konrad Bukowiecki · Polónia                                                               | DSQ          | Andrei Toader · Roménia                                                      | NJR          | Bronson Osborn · Estados Unidos                                                       | 21.27        |
| Lançamento de disco (1,75 kg) detalhes | Mohamed Ibrahim Moaaz · Catar                                                             | 63.63 NJR    | Oskar Stachnik · Polónia                                                     | 62.83        | Hleb Zhuk · Bielorrússia                                                              | 61.70        |
| Lançamento de martelo (6 kg) detalhes  | Bence Halász · Hungria                                                                    | 80.93        | Hlib Piskunov · Ucrânia                                                      | 79.58        | Aleksi Jaakkola · Finlândia                                                           | 77.88        |
| Lançamento de dardo detalhes           | Neeraj Chopra · Índia                                                                     | 86.48 WJR    | Johan Grobler · África do Sul                                                | 80.59        | Anderson Peters · Granada                                                             | 79.65 NJR    |
| Decatlo júnior detalhes                | Niklas Kaul · Alemanha                                                                    | 8162 WJR     | Maksim Andraloits · Bielorrússia                                             | 8046 NJR     | Johannes Erm · Estónia                                                                | 7879 NJR     |

### Feminino
| Evento                                 | Ouro                                                                               | Ouro         | Prata                                                                               | Prata       | Bronze                                                                           | Bronze       |
| 100 m detalhes                         | Candace Hill · Estados Unidos                                                      | 11.07        | Ewa Swoboda · Polónia                                                               | 11.12 NJR   | Khalifa St. Fort · Trinidad e Tobago                                             | 11.18        |
| 200 m detalhes                         | Edidiong Ofonime Odiong · Bahrein                                                  | 22.84 NJR    | Evelyn Rivera · Colômbia                                                            | 23.21       | Estelle Raffai França                                                            | 23.48        |
| 400 m detalhes                         | Tiffany James · Jamaica                                                            | 51.32 WJL    | Lynna Irby · Estados Unidos                                                         | 51.39       | Junelle Bromfield · Jamaica                                                      | 52.05        |
| 800 m detalhes                         | Samantha Watson · Estados Unidos                                                   | 2:04.52      | Aaliyah Miller · Estados Unidos                                                     | 2:05.06     | Tigist Ketema · Etiópia                                                          | 2:05.13      |
| 1500 m detalhes                        | Adanech Anbesa · Etiópia                                                           | 4:08.07      | Fantu Worku · Etiópia                                                               | 4:08.43     | Christina Aragon · Estados Unidos                                                | 4:08.71      |
| 3000 m detalhes                        | Beyenu Degefa · Etiópia                                                            | 8:41.76      | Dalila Abdulkadir Gosa · Bahrein                                                    | 8:46.42 NJR | Konstanze Klosterhalfen · Alemanha                                               | 8:46.74 NJR  |
| 5000 m detalhes                        | Kalkidan Fentie · Etiópia                                                          | 15:29.64     | Emmaculate Chepkirui · Quênia                                                       | 15:31.12    | Bontu Rebitu · Bahrein                                                           | 15:31.93     |
| 100 m com barreiras detalhes           | Elvira Herman · Bielorrússia                                                       | 12.85        | Rushelle Burton · Jamaica                                                           | 12.87 NJR   | Tia Jones · Estados Unidos                                                       | 12.89        |
| 400 m com barreiras detalhes           | Anna Cockrell · Estados Unidos                                                     | 55.20        | Shannon Kalawan · Jamaica                                                           | 56.54       | Xahria Santiago · Canadá                                                         | 56.90        |
| 3000 m com obstáculo detalhes          | Celliphine Chepteek Chespol · Quênia                                               | 9:25.15      | Tigist Getnet · Bahrein                                                             | 9:34.08     | Agrie Belachew · Etiópia                                                         | 9:37.17      |
| Revezamento 4x100 m detalhes           | Estados Unidos · Tia Jones · Taylor Bennett · Kaylor Harris · Candace Hill         | 43.69 WJL    | França Tamara Murcia Cynthia Leduc Fanny Peltier Estelle Raffai                     | 44.05       | Alemanha · Katrin Fehm · Keshia Beverly Kwadwo · Eleni Frommann · Chantal Butzek | 44.18        |
| Revezamento 4x400 m detalhes           | Estados Unidos · Lynna Irby · Anna Cockrell · Karrington Winters · Samantha Watson | 3:29.11 WJL  | Jamaica · Shannon Kalawan · Tiffany James · Stacey-Ann Williams · Junelle Bromfield | 3:31.01     | Canadá · Xahria Santiago · Ashlan Best · Natassha McDonald · Victoria Tachinski  | 3:32.25 NJR  |
| Marcha atlética 10 km detalhes         | Ma Zhenxia · China                                                                 | 45:18.46 WJL | Noemi Stella · Itália                                                               | 45:23.85    | Yehualeye Beletew · Etiópia                                                      | 45:33.69 AJS |
| Salto com vara detalhes                | Angelica Moser · Suíça                                                             | 4.55         | Robeilys Peinado · Venezuela                                                        | 4.40        | Wilma Murto · Finlândia                                                          | 4.40         |
| Salto em distância detalhes            | Yanis David França                                                                 | 6.42         | Sophie Weissenberg · Alemanha                                                       | 6.40        | Hilary Kpatcha França                                                            | 6.33         |
| Salto triplo detalhes                  | Chen Ting · China                                                                  | 13.85        | Konstadina Romeou · Grécia                                                          | 13.55       | Georgiana Iuliana Anitei · Roménia                                               | 13.49        |
| Salto em altura detalhes               | Michaela Hrubá · Chéquia                                                           | 1.91         | Ximena Lizbeth Esquivel · México                                                    | 1.89        | Yuliya Levchenko · Ucrânia                                                       | 1.86         |
| Arremesso de peso (6 kg) detalhes      | Alina Kenzel · Alemanha                                                            | 17.58 WJL    | Song Jiayuan · China                                                                | 16.36       | Alyssa Wilson · Estados Unidos                                                   | 16.33        |
| Lançamento de disco (1,75 kg) detalhes | Kristina Rakočević · Montenegro                                                    | 56.36        | Kirsty Williams · Austrália                                                         | 53.91       | Alexandra Emilianov · Moldávia                                                   | 53.08        |
| Lançamento de martelo (6 kg) detalhes  | Beatrice Nedberge Llano · Noruega                                                  | 64.33        | Alexandra Hulley · Austrália                                                        | 63.47       | Suvi Koskinen · Finlândia                                                        | 62.49        |
| Lançamento de dardo detalhes           | Klaudia Maruszewska · Polónia                                                      | 57.59        | Jo-Ane van Dyk · África do Sul                                                      | 57.32       | Eda Tuğsuz · Turquia                                                             | 56.71        |
| Heptatlo júnior detalhes               | Sarah Lagger · Áustria                                                             | 5960 NJR     | Adriana Rodríguez · Cuba                                                            | 5925        | Hanne Maudens · Bélgica                                                          | 5881         |

## Quadro de medalhas
País sede destacado.
| Ordem | País                     | Ouro | Prata | Bronze |     |
| 1     | Estados Unidos           | 11   | 6     | 4      | 21  |
| 2     | Quênia                   | 5    | 2     | 2      | 9   |
| 3     | Etiópia                  | 4    | 2     | 4      | 10  |
| 4     | Cuba                     | 3    | 2     | 0      | 5   |
| 5     | Jamaica                  | 2    | 3     | 3      | 8   |
| 6     | Polónia                  | 2    | 2     | 0      | 4   |
| 7     | Alemanha                 | 2    | 1     | 3      | 6   |
| 8     | China                    | 2    | 1     | 0      | 3   |
| 9     | Catar                    | 2    | 0     | 1      | 3   |
| 10    | Bahrein                  | 1    | 2     | 1      | 4   |
| 11    | França                   | 1    | 1     | 3      | 5   |
| 12    | Bielorrússia             | 1    | 1     | 1      | 3   |
| 13    | Áustria                  | 1    | 0     | 0      | 1   |
| 13    | Chéquia                  | 1    | 0     | 0      | 1   |
| 13    | Reino Unido              | 1    | 0     | 0      | 1   |
| 13    | Hungria                  | 1    | 0     | 0      | 1   |
| 13    | Índia                    | 1    | 0     | 0      | 1   |
| 13    | Montenegro               | 1    | 0     | 0      | 1   |
| 13    | Noruega                  | 1    | 0     | 0      | 1   |
| 13    | Suíça                    | 1    | 0     | 0      | 1   |
| 21    | Austrália                | 0    | 3     | 1      | 4   |
| 22    | África do Sul            | 0    | 3     | 0      | 3   |
| 23    | Eritreia                 | 0    | 2     | 0      | 2   |
| 23    | Grécia                   | 0    | 2     | 0      | 2   |
| 23    | Itália                   | 0    | 2     | 0      | 2   |
| 26    | Botswana                 | 0    | 1     | 1      | 2   |
| 26    | Japão                    | 0    | 1     | 1      | 2   |
| 26    | Roménia                  | 0    | 1     | 1      | 2   |
| 26    | Ucrânia                  | 0    | 1     | 1      | 2   |
| 30    | Colômbia                 | 0    | 1     | 0      | 1   |
| 30    | Djibuti                  | 0    | 1     | 0      | 1   |
| 30    | Equador                  | 0    | 1     | 0      | 1   |
| 30    | México                   | 0    | 1     | 0      | 1   |
| 30    | Venezuela                | 0    | 1     | 0      | 1   |
| 35    | Finlândia                | 0    | 0     | 3      | 3   |
| 36    | Canadá                   | 0    | 0     | 2      | 2   |
| 36    | Turquia                  | 0    | 0     | 2      | 2   |
| 38    | Barbados                 | 0    | 0     | 1      | 1   |
| 38    | Bélgica                  | 0    | 0     | 1      | 1   |
| 38    | Ilhas Virgens Britânicas | 0    | 0     | 1      | 1   |
| 38    | Estónia                  | 0    | 0     | 1      | 1   |
| 38    | Granada                  | 0    | 0     | 1      | 1   |
| 38    | Moldávia                 | 0    | 0     | 1      | 1   |
| 38    | Marrocos                 | 0    | 0     | 1      | 1   |
| 38    | Suécia                   | 0    | 0     | 1      | 1   |
| 38    | Trinidad e Tobago        | 0    | 0     | 1      | 1   |
| 38    | Uganda                   | 0    | 0     | 1      | 1   |
| Total | Total                    | 44   | 44    | 44     | 132 |

Legenda
| Recorde mundial       | Recorde mundial (World record)               |                       | Recorde africano                      | Recorde africano (African) |                                           | Q | Classificado por posição (Qualified) |
| Recorde do campeonato | Recorde do campeonato (Championship record)  | Recorde da América    | Recorde da América (Americas)         | q                          | Classificado por melhor tempo (Qualified) |   |                                      |
| Melhor marca do ano   | Melhor marca do ano (World leading)          | Recorde asiático      | Recorde asiático (Asian)              | DNS                        | Não largou (Did not start)                |   |                                      |
| Recorde nacional      | Recorde nacional (National record)           | Recorde europeu       | Recorde europeu (European)            | DNF                        | Não terminou (Did not finish)             |   |                                      |
| Recorde pessoal       | Recorde pessoal do atleta (Personal best)    | Recorde da Oceania    | Recorde da Oceania (Oceania)          | DSQ / DQ                   | Desclassificado (Disqualified)            |   |                                      |
| Recorde da temporada  | Recorde da temporada do atleta (Season best) | Recorde sul-americano | Recorde sul-americano (South America) | NM                         | Sem marca (No mark)                       |   |                                      |